# Padre in affitto
Padre in affitto (Sons of Tucson) è una serie televisiva statunitense creata da Greg Bratman e Tommy Dewey e prodotta dalla 20th Century Fox. La serie è composta da una stagione di 13 episodi.

## Trama
Il protagonista della serie è Ron Snuffkin, ladro e nullafacente. Un giorno incontra i 3 fratelli Gunderson, tutti e tre minorenni: il maggiore Brandon (13 anni), il mediano Gary (11) e il più piccolo Robby (8).
Il padre dei tre è in prigione, la madre non si sa dove sia, così per evitare l'affidamento i tre ragazzini propongono a Ron di far loro da tutore dietro pagamento.

## Personaggi
- Ron Snuffkin (Tyler Labine), impiegato di un negozio sportivo part-time, è anche un ladro e a momenti nullafacente. Pur di fare soldi è disposto a tutto, anche fingersi genitore dei 3 fratelli Gunderson, Gary, Robby e Ron. Il suo migliore amico si chiama Glenn ed è come lui un ladro.
- Robby Gunderson (Benjamin Stockham) è uno dei tre ragazzi protagonisti della serie. È il più giovane, ha 8 anni. Non ha molti amici e ne cerca di avere anche se ogni volta cerca di far loro male, gli piace guardare la televisione per diverse ore.

## Produzione
La serie è stata prodotta dalla 20th Century Fox, WalkingBud Productions e J2TV (la casa di produzione di Justin Berfield, uno degli attori protagonisti della fortunata serie televisiva Malcolm).
Il 5 aprile 2010, la Fox annunciò la cancellazione della serie dopo soli quattro episodi trasmessi. I restanti 9 episodi sono stati mandati in onda dal 6 giugno al 1º agosto 2010.

## Episodi
| Stagione       | Episodi | Prima TV USA | Prima TV Italia |
| -------------- | ------- | ------------ | --------------- |
| Prima stagione | 13      | 2010         | 2010-2011       |